# (34497) 2000 SJ147
2000 SJ147 (asteroide 34497) é um asteroide da cintura principal. Possui uma excentricidade de 0.10487070 e uma inclinação de 0.32790º.
Este asteroide foi descoberto no dia 24 de setembro de 2000 por LINEAR em Socorro.